# Graptomyza
Graptomyza   (лат.) — род двукрылых из семейства журчалок.

## Описание
Дополнительная жилка — vs (vena spuria — дополнительная, или ложная жилка, расположенная между R4+5 и M1+2 и пересекает переднюю поперечную жилку — rm, но у этого рода она выражена перед жилкой rm), редуцирована. Щиток со срединным углублением, покрытым плотно прилегающими волосками.